# گیوم دو بوژو
گیوم دو بوژو یا ویلیام بوژو بیست و یکمین استاد بزرگ شوالیه‌های معبد از سال ۱۲۷۳ تا زمان مرگ وی در هنگام محاصره آکر در سال ۱۲۹۱ بود. وی آخرین استاد بزرگ در فلسطین بود.

## زندگی‌نامه
گیوم در حدود سال ۱۲۳۰ متولد شد، تا کوچکترین پسر گیچارد دوم بوژو، سیگنور مونپنسیه و کاترین، دختر گیوم هشتم فرزند دالفی دالورنها باشد. وی در سال ۱۲۵۳ به شوالیه‌های تمپلار پیوست ، جایی که احتمالاً در جنگ صلیبی هفتم شرکت داشت. وی بعداً در سال ۱۲۶۰ یا ۱۲۶۱ به پادشاهی اورشلیم رفت، سپس در کمینی در منطقه طبریه اسیر شد اما پس از مدت کوتاهی به همراه جان دوم بیروت و جان دو امبریاکو آزاد شد.  او همچنین بخشی از جنگ سنت ساباس بود که به شدت اشراف کشورهای صلیبی و گروه نظامی را از یکدیگر دور کرد.  از این رو، بیبرس، سلطان مملوک مصر، فرصت را مغتنم شمرد و قلعه‌های مسیحی زیادی از جمله قلعه بوفورت را فتح و شاهزاده‌نشین انطاکیه را نابود کرد. در سال ۱۲۷۱، وی فرمانده تمپلارها در طرابلس شد. بعداً، وی به عنوان استاد بزرگ شوالیه‌های تمپلار منصوب شد تا در سال ۱۲۷۳ جانشین توماس برارد شود. در زمان تصدی سلطان مملوک، قلاوون، پس از زلزله در مارس ۱۲۸۶، از شاهزاده‌نشین انطاکیه که تنها بندر آن باقی مانده بود، به راحتی لاذقیه را فتح کردو به دنبال آن کنت‌نشین طرابلس در سال ۱۲۸۹، که هشدارهای بوژو را نادیده گرفت. در سال ۱۲۹۰، قلاوون به آکر، پایتخت باقیمانده از پادشاهی اورشلیم لشکرکشی کرد، اما در ماه نوامبر قبل از شروع حمله درگذشت. پسرش الاشرف خلیل، اما تصمیم گرفت که کارزار را ادامه دهد. بوژو دفاع از شهر را بر عهده داشت. در برهه ای از محاصره، بوژو شمشیرش را انداخته و از دیوارهای شهر دور شد. شوالیه‌های او به سراغ او رفتند و بوژو به آن‌ها گفت: "Je ne m'enfuis pas; je suis mort. Voici le coup." ("من فرار نمی‌کنم؛ من مرده‌ام. این زخمی است که برداشته ام.") او بازوی خود را نشان داد تا زخم مهلکی را که دریافت کرده نشان دهد. بوژو بر اثر زخم درگذشت و شهر به دست مملوک افتاد و این نشان دهنده پایان اشغال سرزمین مقدس توسط صلیبی‌ها بود. 